# Brink!
Brink! (titulada Patinando con el corazón en Hispanoamérica y Brink! Vaya salto en España) es una Película Original de Disney Channel transmitida por primera vez en Estados Unidos el 29 de agosto de 1998, por Disney Channel. Fue dirigida por Greg Beeman y protagonizada por Erik von Detten, Sam Horrigan, Christina Vidal, Robin Riker, Geoffrey Blake y David Graf.

## Argumento
Andy "Brink" Brinker y su tripulación de patinaje en línea (Peter, Jordy, y Gabriella, que se llaman a sí mismos Soul-Skaters, lo que significa que patinan por el gusto de hacerlo, y no por el dinero) se enfrentan con un grupo de patinadores patrocinados, Team X-Bladz (dirigido por Val) con los que asisten a la escuela secundaria en el sur de California.
Después de que Brink consigue que él y Val fueran suspendidos por jugar carreras en la escuela, Brink descubre que su familia está en problemas financieros. Él va en contra de los deseos de sus padres y de sus amigos y se une a Team X-Bladz por 200 dólares a la semana. Él le esconde esto a sus amigos hasta que lo vean patinar para el Team X-Bladz en una competición local. Los amigos de Brink sienten que él los traicionó y se comprometen a una carrera cuesta abajo (Soul-Skaters vs. Team X-Bladz, específicamente Gabriella vs. Brink).
Aunque la tripulación original de Brink opta por ignorarlo al descubrir su alineamiento con el Team X-Bladz, Val está dispuesto a ser su amigo de nuevo y luego accede a permanecer en su equipo. Durante la carrera, Val sabotea intencionalmente la parte del curso de Gabriella tirando piedras en el camino. Gabriella sufre lesiones leves. En este punto, todos los Soul-Skaters rechazan a Brink como amigo, lo llaman un traidor y dejan de hablar con él.
Brink se reúne con Val y comienza a discutir con él, renunciando a Team X-Bladz. En los días previos a la competición, Brink se encuentra con sus amigos en el patio de skate y les cuenta sobre su plan de patrocinar el equipo bajo el nombre de Team Pup 'N Suds. Ellos aceptan nuevamente a Brink como su amigo.
Como amigos, una vez más, ellos compiten contra Team X-Bladz. Al final, todo se reduce a Brink y Val en la carrera por el campeonato. Brink, sus amigos y su familia celebran la victoria largamente esperada. Inmediatamente después de la carrera, Val es despedido de Team X-Bladz por hacer trampa. El mánaget de Team X-Bladz, Jimmy Brink, le ofrece a Brink la posición de capitán del equipo. Recordando que patinan por diversión, no por dinero, Brink rechaza la oferta.

## Reparto
- Erik von Detten - Andy "Brink" Brinker
- Sam Horrigan - Val
- Christina Vidal - Gabriella
- David Graf - Ralph Brinker
- Robin Riker - Maddie Brinker
- Patrick Levis - Peter Calhoun
- Asher Gold - Jordon
- Walter Emanuel Jones - Boomer
- Lauren Snead - Uncle Greg
- Geoffrey Blake - Jimmy
- Joey Simmrin - Arne Worm
- Jake Elliott - B. J.
- Nick McNally - Jason
- Katie Volding - Kate Brinker
- David Fashingbauer - Estudiante que recupera a la enfermera de la escuela
- Mike Roch - Skateboarder ofendido

## Banda sonora
Música original compuesta por J. Peter Robinson, música adicional por Phil Marshall
- Give - The Suicide Machines
- Sooner or Later - Fastball
- Apology - Clarissa
- Come on Brink - Mark Mason y Rick Allen